# Dekantieren

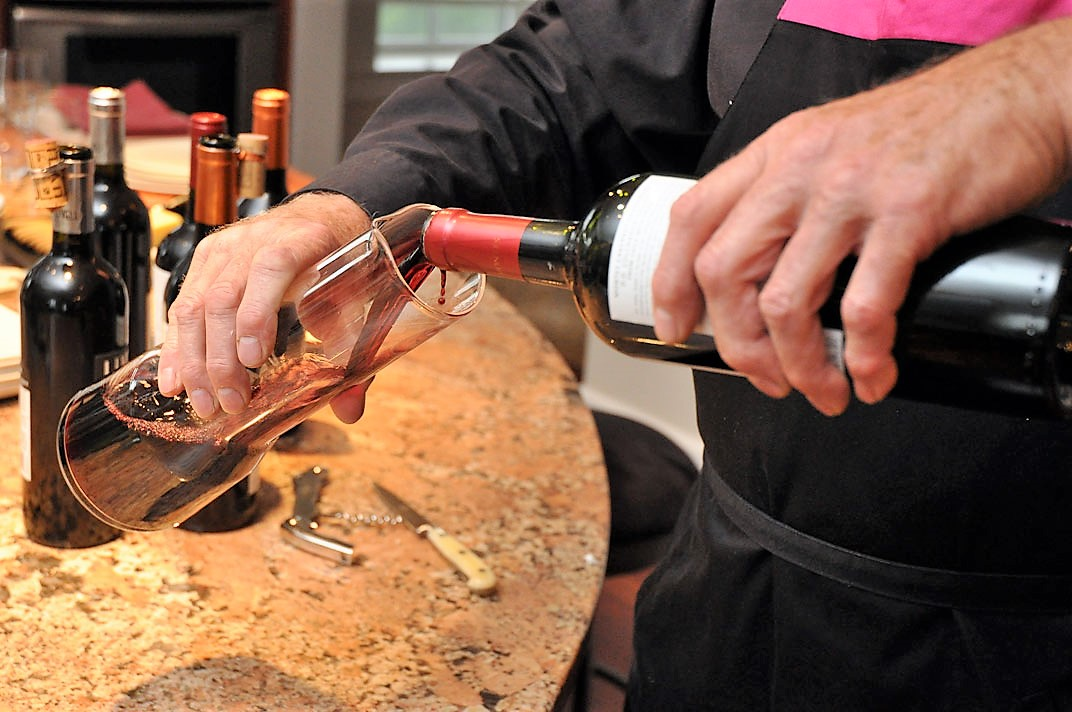
Dekantieren von Rotwein in eine Dekantierkaraffe

Der Ausdruck Dekantieren (aus dem Französischen: décanter für „umfüllen, abgießen“, „klären“, „absetzen“, bzw. alchemistenlateinisch decanthare, zu lateinisch canthus „Schnabel eines Krugs“) bezeichnet den Prozess der Abtrennung einer oder mehrerer, mehr oder minder getrennt vorliegender Phasen, durch Abgießen oder Entnahme aus einem Gefäß, wobei die abgezogene Phase Dekantat genannt wird.
Meist handelt es sich um das Abgießen oder kontinuierliche Ablaufenlassen der überstehenden klaren Flüssigkeit von einer restlichen Suspension nach einer Sedimentation (Sediment; Deutsch: Bodensatz) oder Zentrifugation. Im Prinzip funktionieren beispielsweise ein Hydrozyklon, die Isotopentrennung in einer Gaszentrifuge oder Zentrifugalextraktoren ebenfalls nach dem Prinzip des Dekantierens.
Ein Gerät zum Dekantieren nennt man Dekanter; in der Technik nennt man sie Vollmantelschneckenzentrifuge.

## Geschichte und Form der Karaffe
Schon im 18. Jahrhundert wurden gläserne Karaffen zum Servieren von Wein genutzt. Allerdings wurden zu jener Zeit die oft kunstvoll verzierten Gefäße ausschließlich nach ästhetischen Gesichtspunkten entwickelt und nicht nach der bestmöglichen Form für die Entfaltung des Weinaromas. Wichtig hierbei war dennoch, dass die Karaffe aus reinem Glas besteht, damit die Farbe des Weines zur Geltung kommt und somit begutachtet werden konnte.
Moderne Karaffen werden gezielt auf ihre Funktion hin gestaltet, wobei klare Formen überwiegen. Als ideales Gefäß zum Belüften des Weins gilt eine bauchige Karaffe mit einem engen Hals. Sie sollte etwa das doppelte Volumen der zu dekantierenden Weinflasche besitzen, um eine gleichmäßige Aufnahme von Sauerstoff an der Oberfläche der Flüssigkeit zu ermöglichen und die sich entfaltenden Duftstoffe unmittelbar über dem weiten Weinspiegel zu konzentrieren.

## Dekantieren und Karaffieren von Wein
Ein alltägliches Beispiel für das Dekantieren ist das vorsichtige Umfüllen von Wein direkt aus der Flasche in eine Karaffe, ohne den Bodensatz aufzuwirbeln und auszuschütten. Zusätzlich kann man sich eines Weinsiebs bedienen. Beim Dekantieren werden zwei unterschiedliche Ziele verfolgt:

### Langsame Trennung des Weins vom Bodensatz (Dekantieren)

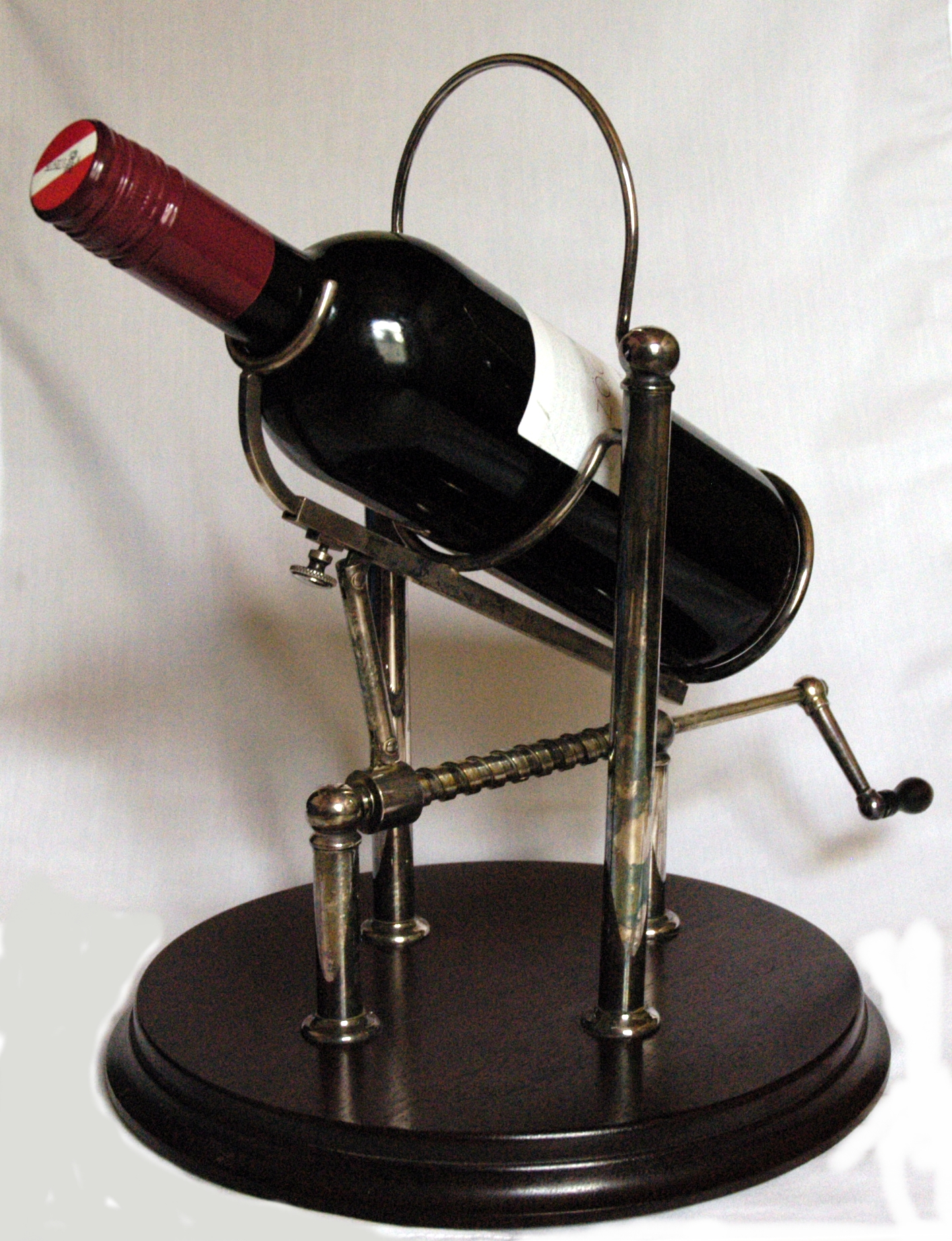
Eine Dekantiermaschine zum schonenden Dekantieren

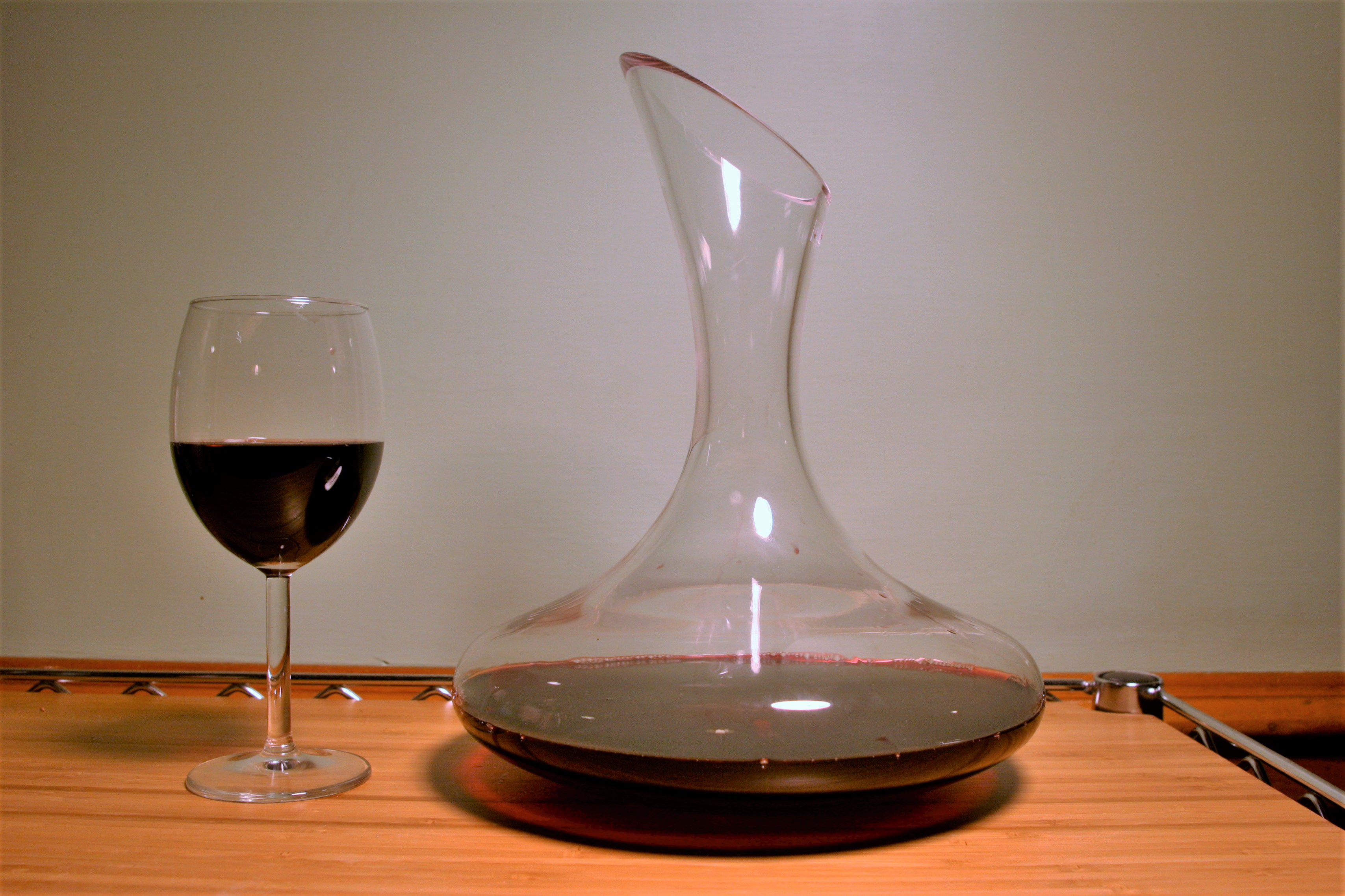
Eine Karaffe mit breitem Boden, damit der Rotwein belüftet wird

Bei Weinen, die in der Flasche einen Bodensatz gebildet haben, hat das Dekantieren die Funktion, den Wein von unerwünschtem Bodensatz („Depot“) und Weinstein zu trennen. Das Depot ist insbesondere bei Rotweinen aufgrund des hohen Anteils an Farb- und Gerbstoffen ausgeprägt. Da der Kontakt mit Luftsauerstoff beim Dekantieren gerade bei älteren Weinen zum „Umkippen“ führen kann – also zu Oxidation und Verderb –, verwendet man in solch potentiell kritischen Fällen eine schmale Dekantierkaraffe mit geringer Luftspiegelfläche oder füllt den Wein vorsichtig in eine andere saubere Flasche um, ohne das Depot mitzugießen. Man belässt dazu einen kleinen Rest Wein mit Depot in der ersten Flasche und dreht diese in der Endphase ein wenig, um das Depot innen an das Glas unterhalb des Halses zu binden. Um das Depot gut zu erkennen, hält man die Flasche während des Umfüllens vor eine helle Lichtquelle; traditionell eine Kerze – eine Lampe oder im Zweifel ein weißes Blatt Papier sind allerdings ebenso geeignet.
Wie lange vor dem Genuss man einen Wein dekantieren sollte, hängt vom Alter des Weins ab. Bei älteren, trinkreifen Rotweinen genügen meist schon zehn Minuten, während ein junger kräftiger Roter mitunter auch zwei Stunden in der Dekantierkaraffe benötigt, um geschmacklich „nachzureifen“. Wer den Dekantiervorgang beschleunigen will, kann dies durch leichtes Schwenken der Karaffe tun.
Weitere positive Nebeneffekte des Dekantierens sind zum einen, dass dabei die – eventuell störende – Restmenge an Kohlensäure entweichen kann. Zum anderen können sich durch das Dekantieren unangenehme Gerüche verflüchtigen.
In Bezug auf die Form des Dekanters ist entscheidend, wie groß die Oberfläche ist, mit welcher der Wein mit Luft Kontakt hat und wie stark der Sauerstoffaustausch innerhalb der Karaffe ist. Bedeutsam ist auch die Öffnung des Dekanters nach oben hin, wobei eine große Öffnung den Sauerstoffaustausch intensiviert, während eine nach oben hin schmaler werdende Öffnung den Sauerstoff über dem Wein schweben lässt.
Für die besonders schonende Dekantierung von Rotwein verwendet man eine Dekantiermaschine, die ein gleichmäßiges und ruhiges Eingießen gewährleistet. Die Flasche wird dabei in möglichst waagrechter Lage direkt aus dem Lagerregal in die Maschine gelegt und nach dem Entkorken wird mittels einer Handkurbel der Flaschenhals vorsichtig nach unten geneigt, sodass der Inhalt in die Karaffe fließt und das Depot in der Flasche verbleibt. Diese Dekantiermethode wird insbesondere bei sehr altem, gereiftem Portwein mit extrem feinem Depot angewendet.

### Belüftung des Weins (Karaffieren)
Ziel ist der Kontakt des Weines mit Luft, damit sich sein Aroma verbessern kann. Insbesondere junge, noch nicht trinkreife Weine können durch diesen Vorgang an Geschmack gewinnen und mehr Genuss bieten. Die verwendete Karaffe hat in der Regel einen breiten Boden und der Wein damit eine große Oberfläche, die den Luftkontakt ermöglicht. Es lohnt sich häufig, Rotweine aus dem Barriqueausbau zu karaffieren. Dieses Umfüllen von Weinen ohne Depot in eine Karaffe mit breitem Boden wird „Karaffieren“ genannt, da hier keine Trennung von Depot und Wein erfolgt. Die umgangssprachliche Bezeichnung „Dekanter“ für das bauchige Zielgefäß ist aus diesem Grunde fachlich falsch.

## Dekantieren in der Chemie

Dekantieren

Dekantieren ist eine wenig aufwendige Aufreinigungsmethode mit bemerkenswerter Effizienz und wird daher häufig in der qualitativen anorganisch-chemischen Analyse angewendet. Um den Feststoff aus einer Suspension vollständig abzutrennen, schließt sich an das Dekantieren eine Filtration an. Das vorhergehende Dekantieren beschleunigt die Trennung, da Filter Flüssigkeiten umso rascher passieren lassen, je weniger Feststoffe zurückgehalten werden müssen, d. h., sie „verstopfen“ nicht so schnell.
Dekantieren kann man effizient nur nach vorheriger Sedimentation; der Feststoff mit der größeren Dichte muss sich zuvor am Boden absetzen („sedimentieren“).
In der Synthese kann ein heterogener Katalysator – nachdem er eine Reaktion katalysierte – sedimentieren und durch Dekantieren der größte Teil abgetrennt werden. Zur vollständigen Abtrennung wird dann meist noch filtriert.